# Floem
Floem je složeno biljno provodno tkivo, čija je funkcija transport razgrađene organske tvari, od mjesta gdje se sintetizira, najčešće od lista, do svih ostalih dijelova biljke. Zajedno s ksilemom gradi provodne snopiće središnjega cilindra.
Floem je izgrađen iz živih prozenhimatičnih stanica:
- sitastih cijevi (vidi sitasti element) i
- stanica pratilica.

Ranije se smatralo da floem provodi razgrađene organske tvari (asimilati) od mjesta gdje nastaju fotosintezom, odnosno od lista pa do svih dijelova biljke (primaoci). Današnja saznanja su nešto drugačija: organske se tvari kroz biljku mogu kretati u svim pravcima kako od korijena prema listovima i iz njih u vršne pupove, tako i iz listova prema korijenu. Uzlazno kretanje tvari vrši se kroz ksilem, a transport iz listova u bilo kojem pravcu, prema vršnim pupovima (naviše) ili naniže vrši se samo kroz floem.